# Raffaele Palladino
Pour les articles homonymes, voir Palladino.
Raffaele Palladino, né le 17 avril 1984 à Mugnano di Napoli en Italie, est un footballeur italien, évoluant au poste d'attaquant. 
Surnommé Palla, Aladino ou encore Paladinho.
Après sa carrière de footballeur il intègre le personnel du secteur jeunesse de l'AC Monza avant d'en devenir l'entraineur principal, club où il a terminé sa carrière de joueur.

## Biographie

### En club
Lors de la saison 2006-2007, le 19 mars, alors qu'il joue en série B pour la Juventus de Turin, il réussit son premier triplé contre l'US Triestina.
En juillet 2008 il quitte la Juventus et signe au Genoa CFC.

### En sélection
Raffaele Palladino fait ses débuts en équipe d'Italie sous les ordres de Roberto Donadoni lors des deux derniers matchs de qualification à l'Euro 2008. Il débute le 21 novembre 2007, à 23 ans, lors du match contre les Îles Féroé, où il est titulaire (3-1).

## Palmarès
- Vainqueur du Championnat d'Europe des moins de 19 ans en 2003.
- Champion de Serie B en 2007 avec la Juventus Turin.